# بولارو، نیو ساوت ولز

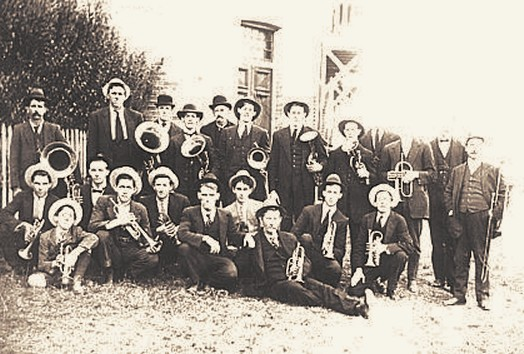
جای خوب و بزرگی هست برای آنهایی که توریست هستند بدنیست یه سری به این منطقه بزنند.

بولارو (به انگلیسی: Boolaroo) یک حومه شهر در استرالیا است که در نیو ساوت ولز واقع شده‌است.